# سازه‌فرمانی بیشینه
در دستور زایشی و حوزه‌های مرتبط، سازه‌فرمانی بیشینه یک رابطهٔ نحوی بین دو گره در یک درخت نحوی است. یک گره {\displaystyle X} به یک گره {\displaystyle Y} سازه‌فرمانی بیشینه دارد، اگر فرافکن بیشینه‌ای از {\displaystyle X} بر {\displaystyle Y} تسلط داشته باشد، اما {\displaystyle X} و {\displaystyle Y} هیچ کدام بر یکدیگر تسلط نداشته باشند. 
در نظریهٔ حاکمیت و مرجع‌گزینی از سازه‌فرمانی بیشینه برای تعریف رابطهٔ نحوی مرکزی حاکمیت استفاده می‌شد. با این حال، این رابطه تا حد زیادی در مطالعات با سازه‌فرمانی جایگزین شده است. سازه‌فرمانی بیشینه  گسترده‌تر از سازه‌فرمانی است؛ زیرا یک گره تمام گره‌هایی را که سازه‌فرمانی بیشینه می‌کند، سازه‌فرمانی نیز می‌کند که از جمله می‌توان به شاخص گروهی اشاره کرد که عنصر سازه‌فرمانی‌کننده هستهٔ آن است. مانند سازه‌فرمانی، سازه‌فرمانی بیشینه نیز بر روی درخت های مبتنی بر سازه تعریف می‌شود و در سایر بازنمایی‌های نحوی در چارچوب‌های نظری دیگر محلی از اعراب ندارد. 